# Xã Muddy Fork, Quận Howard, Arkansas
Xã Muddy Fork (tiếng Anh: Muddy Fork Township) là một xã thuộc quận Howard, tiểu bang Arkansas, Hoa Kỳ. Năm 2010, dân số của xã này là 132 người.